# NRSN2
NRSN2 (англ. Neurensin 2) – білок, який кодується однойменним геном, розташованим у людей на короткому плечі 20-ї хромосоми. Довжина поліпептидного ланцюга білка становить 204 амінокислот, а молекулярна маса — 21 983.
| 10         |  | 20         |  | 30         |  | 40         |  | 50         |
| ---------- |  | ---------- |  | ---------- |  | ---------- |  | ---------- |
| MMPSCNRSCS |  | CSRGPSVEDG |  | KWYGVRSYLH |  | LFYEDCAGTA |  | LSDDPEGPPV |
| LCPRRPWPSL |  | CWKISLSSGT |  | LLLLLGVAAL |  | TTGYAVPPKL |  | EGIGEGEFLV |
| LDQRAADYNQ |  | ALGTCRLAGT |  | ALCVAAGVLL |  | AICLFWAMIG |  | WLSQDTKAEP |
| LDPEADSHVE |  | VFGDEPEQQL |  | SPIFRNASGQ |  | SWFSPPASPF |  | GQSSVQTIQP |
| KRDS       |  |            |  |            |  |            |  |            |

A: Аланін

C: Цистеїн

D: Аспарагінова кислота

E: Глутамінова кислота

F: Фенілаланін

G: Гліцин

H: Гістидин

I: Ізолейцин

K: Лізин

L: Лейцин

M: Метіонін

N: Аспарагін

P: Пролін

Q: Глутамін

R: Аргінін

S: Серин

T: Треонін

V: Валін

W: Триптофан

Локалізований у мембрані.